# سعد خضر
سعد خضر (3 يوليو 1946)، ممثل ومخرج ومنتج سعودي.

## عن حياته
ولد في مكة المكرمة في السعودية، ثم انتقل إلى الرياض ودرس فيها، وعمل في القوات المسلحة السعودية وانتقل بعدها ليعمل في وزارة الصحة إداريًا في مستشفى الشميسي.

## مسيرته الفنية
له العديد من الأعمال في التلفزيون والإذاعة، وهو أول من قدم فيلمًا سينمائيًا سعوديًا عام 1980 وكان عنوانه «موعد مع المجهول» وهو فيلم روائي طويل مدته ساعتين ونصف والفيلم من تأليفه وإنتاجه. كان عازف كمان في الجيش السعودي قبل دخوله مجال التمثيل، وقد شارك مع مغنين سعوديين مشاهير في ذلك الوقت، أمثال:
- سلامة العبد الله.
- حجاب بن نحيت.
- خلف بن هذال.
- عيسى الأحسائي.

وكان ذلك في حدود عام 1962، بعد افتتاح إذاعة الرياض سنة 1964 شارك في عدد من برامجها، وبعد افتتاح التلفزيون السعودي سنة 1964 انضم إليه وكانت بدايته من خلال برامج الأطفال حيث كان يقدم والأناشيد ثم بدأ يظهر في بعض المشاهد التمثيلية مع أحمد الهذيل وكان ذلك عام 1965، وكان يظهر بشخصية «فرج الله» حيث عرفه الأطفال عبر هذه الشخصية. وظهر بعدها في مشاهد بمسلسل صلاح الدين الأيوبي من إخراج منذر النفوري بدور كومبارس. وفي سنة 1970 عمل أول مسلسل وكان اسمه سكرتير في البيت، برز اسمه في أواخر العقد الـ70 من القرن العشرين.

## أعماله

### المسلسلات
| - المراية (مسلسل أطفال). - الخوف (مسلسل أطفال). - الموت (مسلسل أطفال). - وحشي قاتل حمزة. مع ناصر القصبي وراشد الشمراني. - 1970: سكرتير في البيت. - 1971: فرج الله والزمان. - 1972: أحلام سعيدة يا حسن. - 1973: ابنتي. - 1973: حكاية مثل. - 1974: صور من الحياة. - 1974: أيام لا تنسى. - 1976: الضيف الغريب. - مهاجر بلا زاد. وراجع - 1978: يا كد مالك خلف. - 1979: الصقر. - 1980: الدمعة الحمراء. - 1981: وجه بن فهره. - 1982: لا يحوشك حبروك. - 1986: أطفالنا أكبادنا (مسلسل أطفال). - 1988: اليتيم. - 1992: الغافلون. | - 1992: كهف المغاريب. - 1992: الرمضاء. - 1995: السهام الجارحة. - قصة مثل. - بيت الأشباح. - الليل والمصباح. - الأمثال الشعبية. - الغريب. - 1997: الوهم. - 2000: المنسية (مسلسل). - 2001: جروح باردة. - 2002: وينك يا درب الغنيمة. - 2002: أبو الطيب المتنبي (في دور كافور الأخشيدي). - 2003: مشاعل النور. - 2003: الثعلب السجين (مسلسل أطفال). - 2004: الأرملة. - 2005: امرأة لا تشبه القمر. - 2006: أوراق سجينة. - 2009: هوامير الصحراء. - 2018: بدون فلتر |

### الأفلام
- 1967: فرج الله قريب.
- المزيفون.
- بنيتي.
- 1980: موعد مع المجهول، أول فلم سعودي، وهو فيلم روائي طويل مدته ساعتين ونصف، وأعد القصة والسيناريو وأنتجه سعد خضر، وإخراج الراحل نيازي مصطفى، وصوّر بكاميرا سينمائية واستخدمت الهيلوكبتر في التصوير وكان طاقم التصوير من مصر ومدير التصوير عادل عبد العظيم.[8]
- 1984: صراع الأيام، من بطولة فاروق الفيشاوي وجميل راتب وبوسي وعزة جمال، وكتب القصة سعد خضر وسيناريو ياسين إسماعيل، وإخراج يوسف شرف الدين.
- 1988: رحلة المشاغبين، من بطولة دلال عبد العزيز وسمير غانم وفريدة سيف النصر وقصة وسيناريو وإخراج أحمد ثروت.
- 1990: الغافلون، قصة وسيناريو سمير شمص وإخراج سمير الغصيني وبطولة ميشيل ثابت وسعد خضر وميشيل أبو سليمان وبدر حداد.
- 1992: الزوجة المفقودة، فيلم لبناني بطولة أحمد الزين والمطربة اللبنانية هدى.

## روابط خارجية
- سعد خضر على موقع IMDb (الإنجليزية)
- سعد خضر على موقع قاعدة بيانات الأفلام العربية

- برنامج رموز مع رمز من رموز الفن الفنان سعد خضر